# Винкельхайд
Винкельхайд (нем. Winkelhaid) — община  в Германии, в Республике Бавария.
Подчиняется административному округу Средняя Франкония. Входит в состав района Нюрнбергер-Ланд.  Население составляет 4143 человека (на 31 декабря 2010 года). Занимает площадь 6,54 км². Региональный шифр  —  09 5 74 164.Местные регистрационные номера транспортных средств (коды автомобильных номеров) (нем. Kraftfahrzeugkennzeichen) — LAU.
Община подразделяется на 3 сельских округа.

## Население
По оценке на 31 декабря 2015 года население общины составляет 4160 чел.
| Дата      | 1840 | 1871 | 1900 | 1925 | 1939 | 1950 | 1961 | 1970 | 1987 | 2011 |
| --------- | ---- | ---- | ---- | ---- | ---- | ---- | ---- | ---- | ---- | ---- |
| Население | 449  | 530  | 596  | 724  | 955  | 1388 | 1678 | 2397 | 3381 | 4043 |

| Год       | 1960 | 1970 | 1980 | 1990 | 2000 | 2009 | 2010 | 2011 | 2012 | 2013 | 2014 | 2015 |
| --------- | ---- | ---- | ---- | ---- | ---- | ---- | ---- | ---- | ---- | ---- | ---- | ---- |
| Население | 1670 | 2463 | 3252 | 3620 | 3853 | 4155 | 4143 | 4055 | 4115 | 4123 | 4123 | 4160 |